# 윙 온 하우스
윙 온 하우스(중국어: 永安集團大廈 영안집단대하[*], Wing On House)는 홍콩 센트럴 지역, 데 보 가 센트럴에 있는 상업용 건물이다.

## 역사
1964년 완공 이후, 잠깐 동안 홍콩에서 가장 높은 상업용 건물이었다. 31층이다.

## 이름의 유래
100년 역사를 갖는 백화점 및 보험 그룹 윙 온 그룹의 이름을 따 이름지어졌다. 데 보 가 센트럴의 다른 빌딩 - 쉥 완의 윙 온 센터 및 센트럴의 윙 온 생명보험 빌딩도 윙 온 그룹의 이름을 따 지어졌다.

## 특징
각 층의 면적은 약 1000 제곱미터이다. (약 1만 1천 제곱피트이다.) 건물의 건축 구조물 높이는 91 m이다.

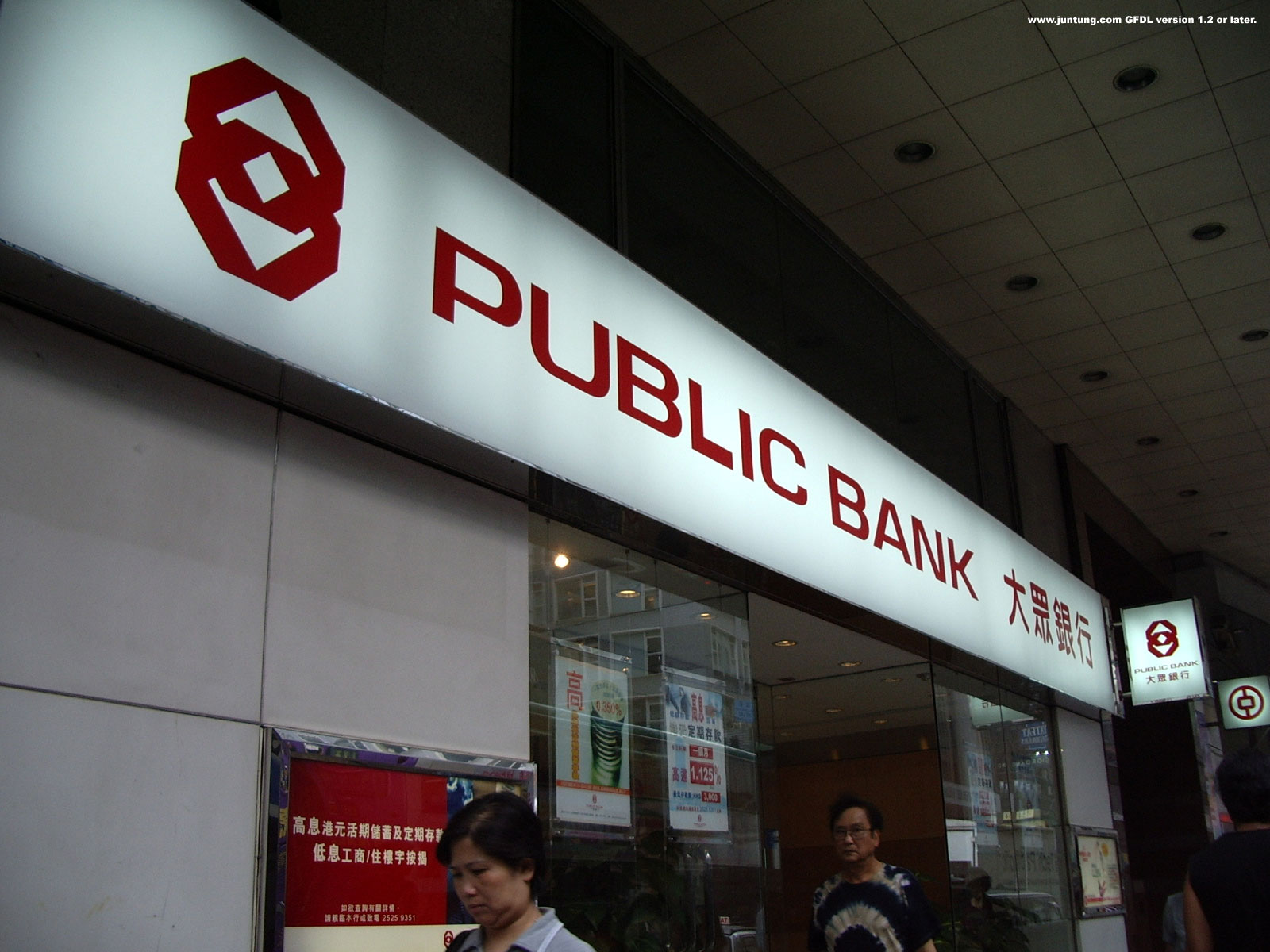
윙 온 하우스 건물에 입주한 퍼블릭 은행 PLC의 지점.

현재 이 건물에는 퍼블릭 은행 PLC의 지점, 홍콩 법사회, 중국은행 그룹 생명보험사, 가나 영사관, 항셍은행 사무실 등이 입주해 있다. 항셍은행(중국어: 恒生銀行有限公司 항셍은행 유한공사[*])의 신/구 본점은 윙 온 하우스 옆 건물에 있다.
데 보 가 센트럴 71번지(71 Des Voeux Road Central)가 이 건물의 주소이다. MTR 홍콩 역이 근처에 있다.

## 같이 보기
- 홍콩의 건축물 목록
- 키콴 맨션
- 펄시티 맨션